# Porc du Limousin
« Porc du Limousin » est une indication géographique protégée (IGP) attribuée à certains porcs nés, élevés et abattus sur le territoire de la région Limousin et plusieurs départements limitrophes.

## Historique
Héritière d'une tradition charcutière dont on parle déjà au XIIIe siècle, s'étant développée au cours du XIXe siècle tant et si bien que l'on parle du Limousin comme de la « première région porcine » en 1900, et s'incarnant dans des races rustiques telles le cul noir limousin, cette appellation obtenue en 1997 s'ajoute à un Label rouge attribué dès 1994 à une partie de la production (32 000 sur 70 000).

## Le porc

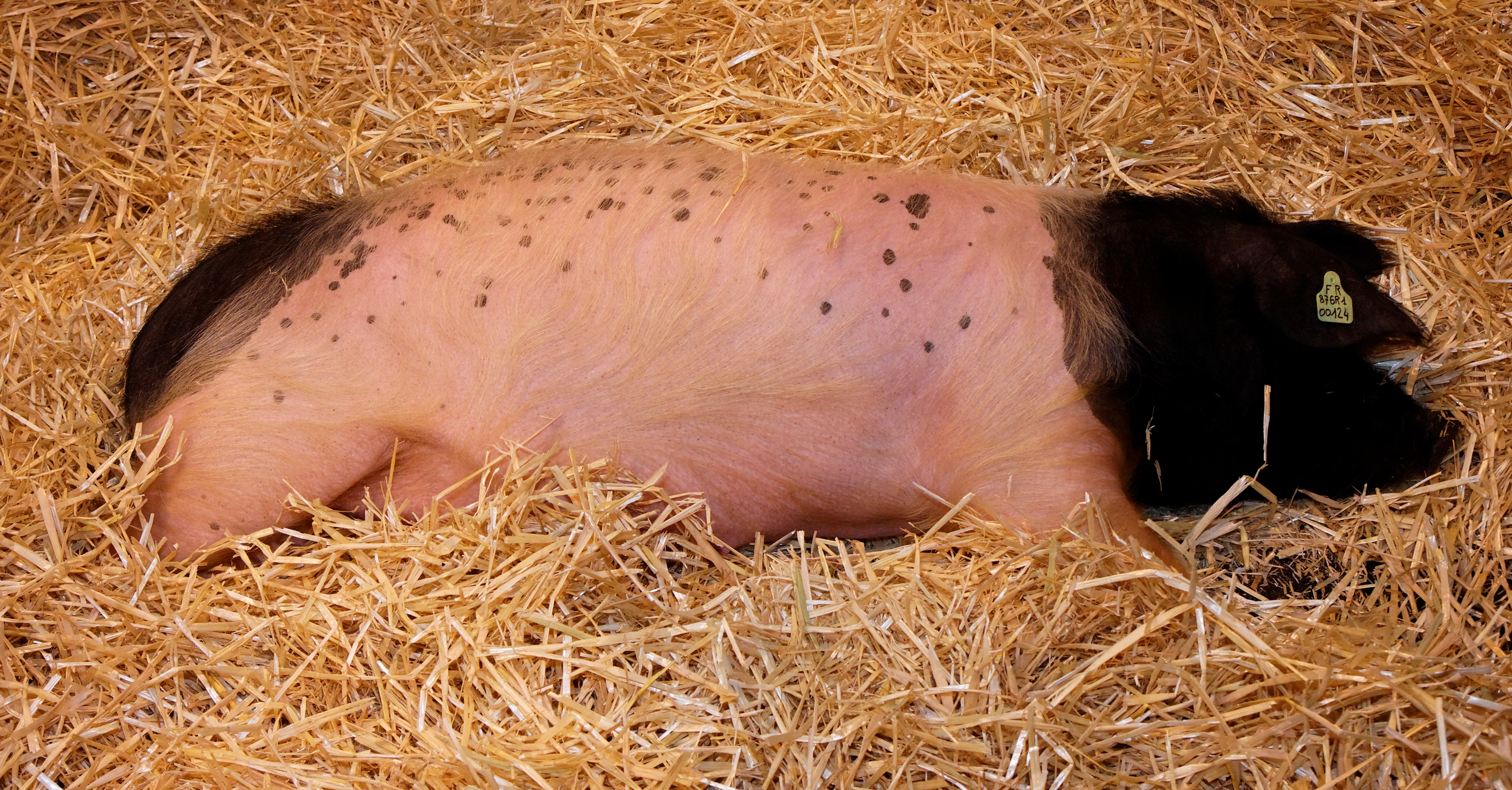
Cul noir limousin

### Cahier des charges
Les principales caractéristiques du porc du Limousin IGP sont une croissance lente et une alimentation très majoritairement céréalière, avec un apport en maïs limité à 20 %. Abattu aux alentours de 182 jours d'âge minimum, contre 150 pour le porc standard, le porc IGP du Limousin est donc plus mûr, plus goûteux et plus juteux.

### Production
La filière Porc du Limousin regroupe 130 éleveurs dans la zone couverte par l'IGP, pour une production de 3 850 tonnes commercialisées.

### Commercialisation
Le porc IGP du Limousin est commercialisé en boucherie artisanale, mais aussi dans les grandes et moyennes surfaces sous le nom de « cochon paysan ».

### Gastronomie
Il est notamment utilisé pour la réalisation de l'enchaud.

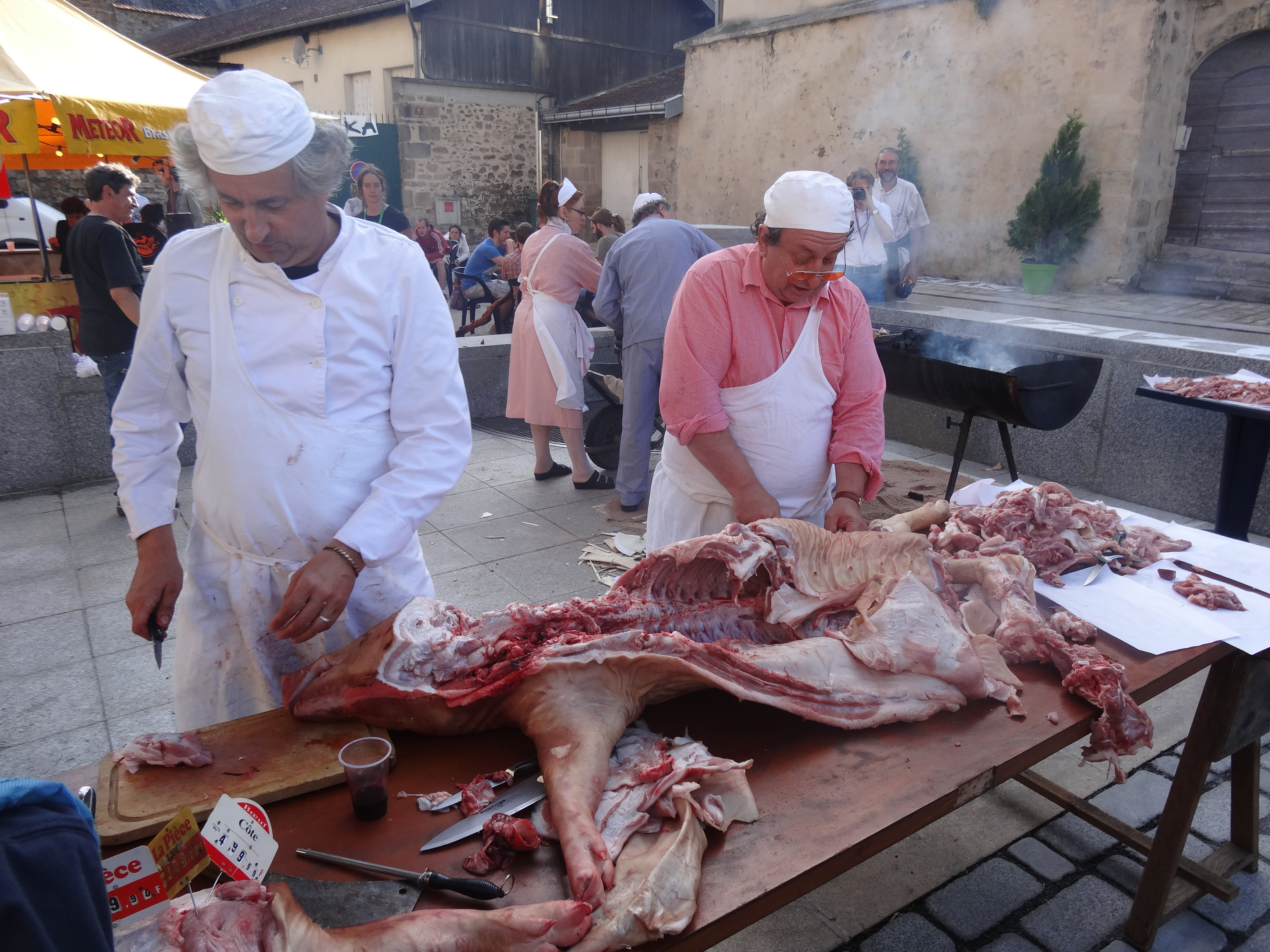
Préparation du porc à Limoges
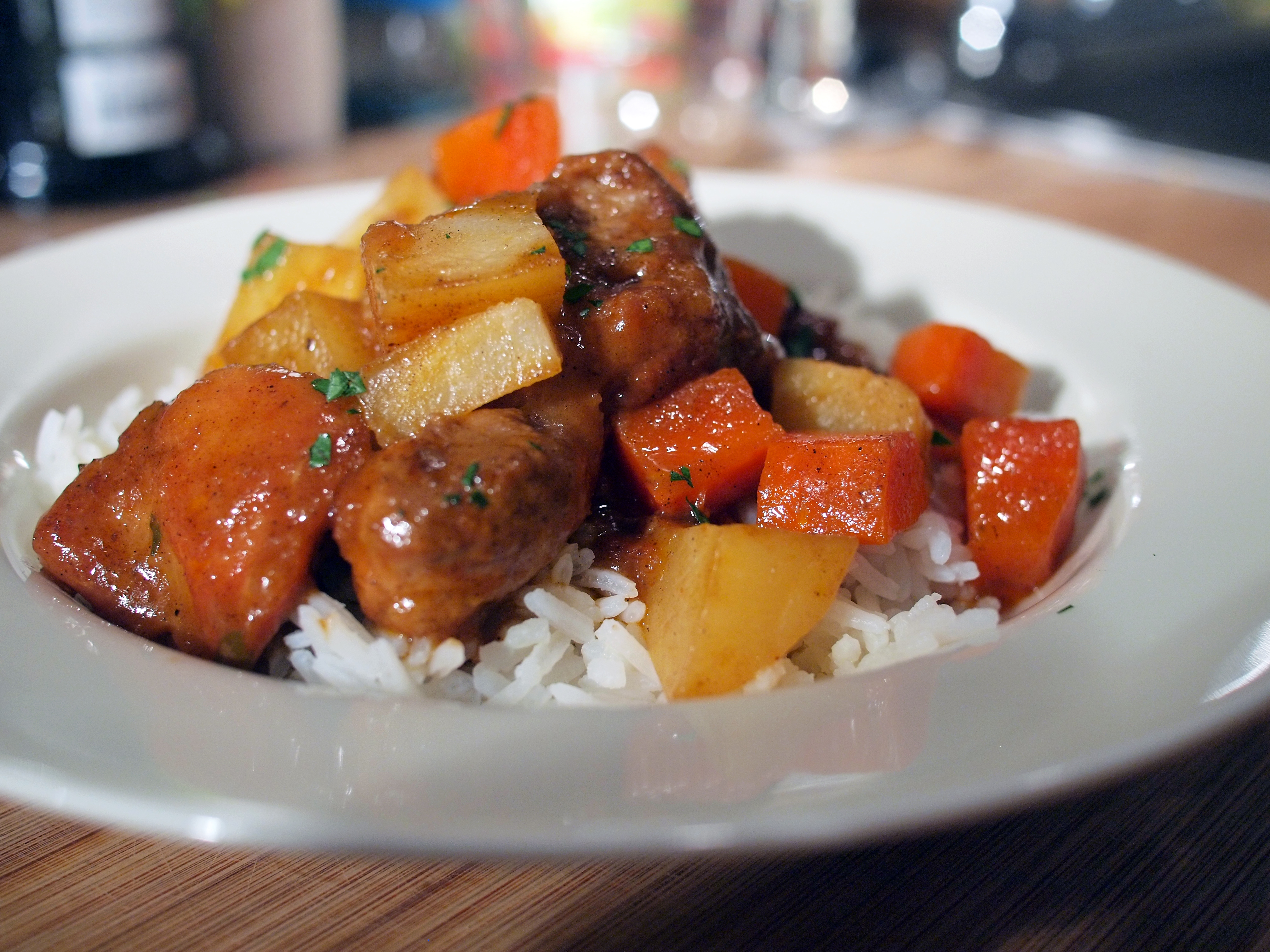
Ragoût de Porc